# Christa Bernbacher

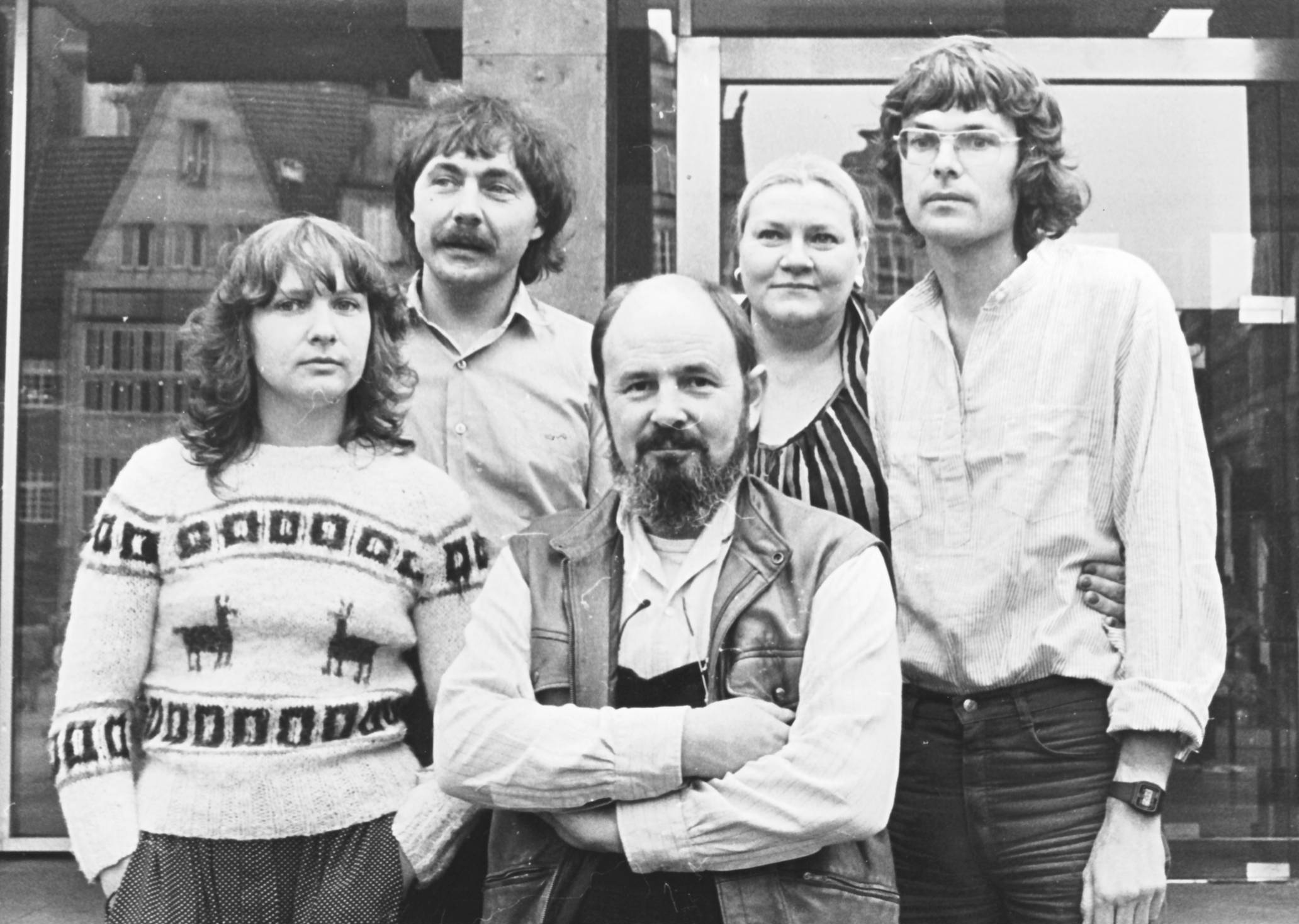
Christa Bernbacher (zweiter von rechts) in Bremen im Oktober 1985

Christa Bernbacher, auch Christine Bernbacher (* 19. Dezember 1930 in Hannover als Christine Eschner; † 12. September 2013 in Bremen) war eine Politikerin (Grüne) aus Bremen.

## Biografie

### Familie, Ausbildung und Beruf
Bernbacher erhielt ab 1950 in England eine Ausbildung als Krankenschwester und Hebamme. Danach arbeitete sie seit 1953 im Britischen Militärhospital in Hannover. Sie war seit 1957 mit ihrem Jugendfreund, dem späteren Dirigenten und Politiker Klaus Bernbacher (AfB-MdBB von 1995 bis 1999) verheiratet; beide hatten vier Kinder, von denen sie zwei adoptierten. Sie malte, dichtete und gestaltete Skulpturen aus Ton, Stein sowie Bronze. Beide Bernbacher wohnten seit 1970 in Bremen-Schwachhausen.

### Politik
Bernbacher hatte in den 1950er-Jahren ihre politische Arbeit mit der Ostermarsch-Bewegung begonnen. Sie war seit den 1950er-Jahren bis 1979 Mitglied der SPD. Seit 1961 war sie für die SPD Stadträtin in Rodenberg.
Sie wurde dann Ende der 1970er-Jahre mit 28 Sozialdemokraten um Olaf Dinné und Peter Willers Mitbegründerin der Bremer Grünen Liste (BGL). Seit 1983 war sie Mitglied der Grünen in Bremen, zu deren Ehrenvorsitzender sie gewählt wurde. Das erste Parteibüro der Bremer Grünen befand sich bis 1981 in Bernbachers Wohnung in Schwachhausen. Sie war 1980 erfolglos grüne Spitzenkandidatin für die Bundestagswahlen. 1981/82 beherbergte sie sechs Wochen lang mehrere Delegationsmitglieder der polnischen Gewerkschaftsbewegung Solidarnosc aus Danzig, die nicht mehr zurückkehren konnten, als Ministerpräsident General Wojciech Jaruzelski das Kriegsrecht in Polen ausrief. Die in Bremen verbliebenen Solidarność-Mitglieder gründeten danach im April 1982 das Bremer Koordinationsbüro der Solidarność.
Für die Grünen war Bernbacher Mitglied im Beirat von Schwachhausen. Von 1983 bis 1987 und von 1991 bis 1999 war sie dann zwölf Jahre lang Mitglied der Bremischen Bürgerschaft und dort in verschiedenen Deputationen und Ausschüssen tätig. Das bei den Grünen in den 1980er-Jahren geltende Rotationsprinzip, wonach die Bürgerschaftsabgeordneten der Grünen nach zwei Jahren ihren Platz mit den Nachfolgern auf der Bürgerschaftsliste tauschen sollten, akzeptierte sie nicht. In der 12. Legislaturperiode der bremischen Bürgerschaft von 1987 bis 1991 war sie deshalb dort nicht vertreten. 1988 wurde sie in den Bundesvorstand der Grünen gewählt.
Bernbacher war wieder Abgeordnete in der 13. und 14. Legislaturperiode von 1991 bis 1999 und von 1991 bis 1995 Vizepräsidentin der Bürgerschaft. Sie vertrat anfänglich die Bau- und Umweltanliegen und ab 1991 den Bereich Gesundheit der Partei in der Bürgerschaft. Sie war von 1995 bis 1999 Mitglied des Petitionsausschusses. Bei einer Änderung der Bremer Landesverfassung in der 11. Wahlperiode (1983 bis 1987) erreichte sie, dass der „Schutz der natürlichen Umwelt“ in Artikel 65 als Staatsziel aufgenommen wurde, ohne die abwertende Formulierung „Schäden im Naturhaushalt sind möglichst zu beheben“.

Von 1995 bis 1999 saßen zwei „Bernbachers“ im Parlament: Sie, die als Grüne gern eine Koalition mit der SPD eingegangen wäre, und ihr Ehemann Klaus Bernbacher bei der AfB, der für die Ablösung der SPD von der Macht stritt und dafür mit der CDU koalieren wollte. Beide fanden sich in der Opposition wieder.

### Weitere Mitgliedschaften
- Vereinigung zur Förderung des Petitionsrechts in der Demokratie
- Vorsitzende des Freundeskreises der Klinik Links der Weser